# Sónia Fertuzinhos
Sónia Ermelinda Matos da Silva Fertuzinhos (12 de janeiro de 1973) é uma deputada e política portuguesa. Ela é deputada à Assembleia da República na XIV legislatura pelo Partido Socialista. Tem uma licenciatura em relações internacionais-económicas e políticas e uma pós-graduação em estudos europeus.